# Ligonchio
Ligonchio (emilián nyelven Ligûnchi, ligonchiói nyelvjárásban Algûnc) település Olaszországban, Emilia-Romagna régióban, Reggio Emilia megyében.  Ligonchio Busana, Collagna, Villa Minozzo és Sillano községekkel határos.

## Népesség
A település lakossága az elmúlt években az alábbi módon változott: